# 张传苗
张传苗（1937年2月—2022年9月11日），男，山东沂源人，中国人民解放军少将，曾任沈阳军区政治部副主任。

## 生平
1937年生于山东省沂源县张家坡镇西王庄村。1956年2月入伍，1958年12月加入中国共产党。1959年进南京汤山炮兵学校学习，1961年毕业后到沈阳军区某炮兵团工作，历任排长、副指导员、指导员、教导员，团政治处主任，军组织处副处长，23军某团政委，师副政委、政委，军政治处主任，第64集团军副政委等职。1988年8月被授予少将军衔。1990年6月任第64集团军政委。1994年8月任沈阳军区政治部副主任兼纪委副书记。1993年当选第八届全国人大代表。1999年退役。2022年9月11日上午在中国人民解放军北部战区总医院逝世。